# Ахмед-хан Дунбули
Ахмед-хан Дунбули (азерб. Nəcəfqulu xan Dünbili; ок. 1736 — 1786) — хан Хойский (1763—1786).

## Биография
Ахмед-хан родился около 1736 года в семье Муртаза Кули-хана происходившего из рода Гаджибейлу курдского племени Дунбули.
Ахмед-хан, создав союз с Карабахским ханством, сумел подчинить себе Эриванское и Нахичеванское ханства.
После его смерти на Тебризский престол взошёл его сын Гусейн Кули-хан.